# Dick Hyman
Pour les articles homonymes, voir Hyman.
Richard “Dick” Hyman (né le 8 mars 1927 à New York) est un compositeur et pianiste de jazz américain. Il est connu dans le milieu du jazz pour sa grande polyvalence  sur le piano, jouant aussi bien les classiques du ragtime que des arrangements de jazz moderne. Il a d'ailleurs sorti des livres et des vidéos d'apprentissage où il décortique le style de grands jazzmen tels que Art Tatum ou Erroll Garner. Il démontre notamment sa connaissance des divers styles pianistiques sur son album A Child Is Born où il interprète le célèbre standard de Thad Jones une douzaine de fois, imitant le style de célèbres pianistes de jazz et ajoutant ensuite sa propre version. En outre Hyman a mené une longue carrière de compositeur notamment pour le cinéma signant, par exemple, un grand nombre des bandes originales de films de Woody Allen. Dick Hyman est un des derniers musiciens vivants à avoir joué avec Charlie Parker. Lors d'une émission à la télévision américaine, il joue Hot House en compagnie de Bird, de Dizzy Gillespie, avec Sandy Block à la contrebasse et Charlie Smith à la batterie.

## Discographie

### En tant que leader
- 1963 - Moon Gas (MGM Records)
- 1967 - Brazilian Impressions (Command Records)
- 1969 - MOOG: The Electric Eclectics of Dick Hyman (Command Records)
- 1969 - The Age of Electronicus (Command Records)
- 1969 - Concerto Électro qui comprend quatre mouvements. Hyman a autorisé la diffusion de cet album sur Youtube.
- 1976 - Scott Joplin: 16 Classic Rags (RCA Records)
- 1981 - Live At Michael's Pub (JazzMania) avec Roger Kellaway
- 1988 - 14 Piano Favourites (Music & Arts)
- 1990 - Music Of 1937 (Concord)
- 1990 - Plays Fats Waller (Reference Recordings)
- 1990 - Stride Piano Summit (Milestone) avec Harry Sweets Edison, Jay McShann, Red Callender
- 1990 - Plays Duke Ellington (Reference)
- 1993 - Concord Duo Series, Vol. 6  (Concord) avec Ralph Sutton
- 1995 - Elegies, Mostly (Gemini) avec Niels-Henning Ørsted Pedersen
- 1995 - Cheek To Cheek (Arbors)
- 1998 - Dick & Derek At The Movies (Arbors) avec Derek Smith
- 2001 - Forgotten Dreams (Arbors) avec John Sheridan
- 2003 - A Night At The Cookery-1973 (JRB Records CD-3007)

### En tant que sideman
Avec Howard Alden
- Howard Alden Plays the Music of Harry Reser (Stomp Off Records, 1989)

Avec Ruby Braff
- You Brought a New Kind of Love (Arbors Records)

Avec Evan Christopher
- Delta Bound featuring Dick Hyman (Arbors Records)

Avec Don Elliott et Rusty Dedrick
- Counterpoint for Six Valves (Riverside, 1955-56)

Avec Major Holley et Slam Stewart
- Shut Yo' Mouth! (1981)

Avec Mundell Lowe
- The Mundell Lowe Quartet (Riverside, 1955)

Avec Mark Murphy
- That's How I Love the Blues! (Riverside, 1962)

Avec Bette Midler
- Songs for the New Depression (Atlantic, 1976)

Avec Toots Thielemans
- The Whistler and His Guitar (Metronome, Sweden, 1962)

Avec Bob Wilber et Kenny Davern
- Summit Reunion (Chiaroscuro Records, 1989)
- Summit Reunion 2 (Chiaroscuro Records, 1992)

### En tant qu'arrangeur
Avec Trigger Alpert
- Trigger Happy! (Riverside, 1956)

Avec Flip Phillips
- Try a Little Tenderness (Chiaroscuro, 1993)

## Musiques de film
- 1978 : French Quarter mis en scène par Dennis Kane
- 1983 : Zelig mis en scène par Woody Allen
- 1987 : Éclair de lune réalisé par Norman Jewison
- 1989 : The Lemon Sisters mis en scène par Joyce Chopra
- 1992 : Alan & Naomi mis en scène par Sterling van Wagenen